# Era (muzică)
Era este un proiect muzical al muzicianului francez Éric Lévi. Muzica sa este inspirată și influențată prin cântece medievale.

## Discografie

### Albume
- 1  Era - Vol.1 - 1998
- 2  Era - Infinity - 1998
- 3  Era - Looking From East 1999
- 4  Era - Sacredness - 1999
- 5  Era - Spirit Nation - 1999
- 6  Era - Vol.2 - 2000
- 6b Era - Vol.2 Extended - 2001 - Limited.Edition
- 7  Era - Ocarina dream opera - 2002
- 8  Era - The Mass - 2003
- 8b Era - The Mass Extended - 2004 - Limited.Edition
- 9  Era - Reborn - 2008
- 10 Era - Era Classics  - 2009
- 11 Era - Era Classics II - 2010
- 12 Era - The 7th Sword - 2017

### Compilații
- 1 Era - Voice Of Gaia - 1998
- 2 Era - Magic Spirit 1998
- 3 Era - Solyma - 1999
- 4 Era - Misere Mani - 2000
- 5 Era - The Wall (Show in China) 2002
- 6 Era - The Very Best Of - 2004

- ERA - The Legend [2000] Compilatie de Videoclipuri

### Single
- 1996 - Ameno
- 1996 - Mother
- 1996 - Enae Volare Mezzo
- 2000 - Divano
- 2000 - Misere Mani
- 2000 - Infanati
- 2003 - The Mass
- 2003 - Looking For Something
- 2004 - Don't Go Away